# Regering-Van Houtte
De regering-Van Houtte (15 januari 1952 - 23 april 1954) was een Belgische regering. Het was een homogene katholieke regering omdat de partij een absolute meerderheid aan zetels had in de Kamer en de Senaat.
Ze volgde de regering-Pholien op nadat premier Joseph Pholien moest aftreden, omdat hij binnen zijn partij te veel kritiek kreeg voor z'n economisch beleid, en werd opgevolgd door de regering-Van Acker IV na de verkiezingen van 11 april 1954 waarbij de CVP/PSC hun absolute meerderheid verloor.

## Samenstelling
De regering bestond uit 16 ministers. 15 ministers kwamen uit CVP/PSC. Daarnaast was er nog een expert in de regering aanwezig.
| Ambtsbekleder                   | Ambtsbekleder                      | Ambtsbekleder                          | Functie                                   | Termijn                            | Partij                      |
| ------------------------------- | ---------------------------------- | -------------------------------------- | ----------------------------------------- | ---------------------------------- | --------------------------- |
|                                 |                                    | Jean Van Houtte (1907-1991)            | Eerste Minister                           | 15 januari 1952 - 23 april 1954    | CVP-PSC                     |
|                                 |                                    | Paul van Zeeland (1893-1973)           | Minister Buitenlandse Zaken               | 15 januari 1952 - 23 april 1954    | PSC-CVP                     |
|                                 |                                    | Albert-Edouard Janssen (1883-1966)     | Minister Financiën                        | 15 januari 1952 - 23 april 1954    | extraparlementair (PSC-CVP) |
|                                 |                                    | Jean Duvieusart (1900-1977)            | Minister Economische Zaken en Middenstand | 15 januari 1952 - 23 april 1954    | PSC-CVP                     |
|                                 |                                    | Joseph Pholien (1884-1968)             | Minister Justitie                         | 15 januari 1952 - 3 september 1952 | PSC-CVP                     |
|                                 |                                    | Léonce Lagae (1894-1964)               | Minister Justitie                         | 3 september 1952 - 5 december 1952 | CVP-PSC                     |
|                                 |                                    | Charles du Bus de Warnaffe (1894-1965) | Minister Justitie                         | 13 december 1952 - 23 april 1954   | PSC-CVP                     |
|                                 |                                    | Paul-Willem Segers (1900-1983)         | Minister Verkeerswezen                    | 15 januari 1952 - 23 april 1954    | CVP-PSC                     |
|                                 |                                    | Oscar Behogne (1900-1970)              | Minister Openbare Werken                  | 15 januari 1952 - 23 april 1954    | PSC-CVP                     |
| Minister Wederopbouw            | 14 augustus 1952 - 23 april 1954   | Oscar Behogne (1900-1970)              |                                           |                                    | PSC-CVP                     |
|                                 |                                    | Pierre Harmel (1911-2009)              | Minister Openbaar Onderwijs               | 15 januari 1952 - 23 april 1954    | PSC-CVP                     |
|                                 |                                    | Alfred De Taeye (1905-1958)            | Minister Volksgezondheid en Gezin         | 15 januari 1952 - 23 april 1954    | CVP-PSC                     |
|                                 |                                    | Albert Coppé (1911-1999)               | Minister Wederopbouw                      | 15 januari 1952 - 9 augustus 1952  | CVP-PSC                     |
|                                 |                                    | André Dequae (1915-2006)               | Minister Koloniën                         | 15 januari 1952 - 23 januari 1954  | CVP-PSC                     |
| Minister ad interim Wederopbouw | 9 augustus 1952 - 14 augustus 1952 | André Dequae (1915-2006)               |                                           |                                    | CVP-PSC                     |
|                                 |                                    | Ludovic Moyersoen (1904-1992)          | Minister Binnenlandse Zaken               | 15 januari 1952 - 23 april 1954    | CVP-PSC                     |
|                                 |                                    | Eugène De Greef (1900-1995)            | Minister Landsverdediging                 | 15 januari 1952 - 23 april 1954    | extraparlementair           |
|                                 |                                    | Joseph Meurice (1896-1972)             | Minister Buitenlandse Handel              | 15 januari 1952 - 23 april 1954    | PSC-CVP                     |
|                                 |                                    | Geeraard Van Den Daele (1908-1984)     | Minister Arbeid en Sociale Voorzorg       | 15 januari 1952 - 23 april 1954    | CVP-PSC                     |
|                                 |                                    | Charles Héger (1902-1984)              | Minister Landbouw                         | 15 januari 1952 - 23 april 1954    | PSC-CVP                     |
| Minister ad interim Justitie    | 5 december 1952 - 13 december 1952 | Charles Héger (1902-1984)              |                                           |                                    | PSC-CVP                     |

### Herschikkingen
- Op 9 augustus 1952 neemt minister van Wederopbouw Albert Coppé ontslag. André Dequae wordt ad interim belast met het departement Wederopbouw.
- Op 3 september 1952 vervangt Léonce Lagae ontslagnemend minister van Justitie Joseph Pholien.
- Op 5 december 1952 neemt minister van Justitie Léonce Lagae ontslag. Charles Héger, wordt ad interim belast met het departement Justitie.
- Op 13 december 1952 wordt Charles du Bus de Warnaffe benoemd tot minister van Justitie.

## Verloop

### Spanningen met de oppositie
In 1952 ging koning Boudewijn niet naar de begrafenisplechtigheid van de Britse koning George VI. De officiële reden was dat het niet gebruikelijk was dat een koning een officiële plechtigheid bijwoonde in een buitenlandse hoofdstad zolang hij geen officieel bezoek aan het land had gebracht. Men had echter de indruk dat de regering onvoldoende bij de koning had aangedrongen aanwezig te zijn. Bij de stemming over de motie van de oppositie op 12 februari 1952 leed de regering een onverwachte nederlaag (91 stemmen tegen 84) en de oppositie eiste het ontslag van de regering. Premier Jean Van Houtte weigerde omdat de oppositie slechts bij toeval een meerderheid had (onverwachtse stemming waarbij een 25-tal CVP'ers afwezig waren). Hij verwees naar de regering-Huysmans die in 1947 ook aanbleef alhoewel die een stemming had verloren over de begroting van Landbouw.

### Tweede schoolstrijd
De tweede schoolstrijd, die onder de regering-Pholien van start ging, ging onder deze regering door. Zo werd er in 1953 een wet gestemd over het technisch onderwijs (dat toen hoofdzakelijk in het vrij onderwijs werd ontwikkeld): de Staat verbond zich ertoe om pas na de provincies en de gemeenten initiatieven op dit gebied te nemen; de regering rechtvaardigde dit door uit te leggen dat de plaatselijke autoriteiten de situatie beter kennen dan de Staat. De socialistische oppositie zag dit vooral als een manier om de rol van de Staat in het onderwijs te verminderen.

### Militairediensttijd
De omstreden verlenging van de militairediensttijd onder de vorige regering (12 tot 24 maanden) bleef aanleiding geven tot hevige protesten, met name in de kazernes. Om de situatie te kalmeren, stelde de regering voor om de militieleden na 21 maanden naar huis te laten terugkeren. Voor de socialistische oppositie was dit echter niet genoeg. De militaire kwestie zou een van de kwesties zijn waar het bij de verkiezingen van 11 april 1954 om ging.